# Río Cesar
Pour les articles homonymes, voir Cesar.
Le Río Cesar est une rivière de Colombie et un affluent du Magdalena.

## Géographie
La longueur est de 280 km.
Le Cesar prend sa source dans la Sierra Nevada de Santa Marta, au nord-est de la Colombie. Il coule ensuite vers l'est puis le sud, séparant la Sierra Nevada de Santa Marta de la serranía de Perijá. Il rejoint ensuite la ciénaga de Zapatosa, qui se déverse dans le Magdalena.
Tout son parcours s'effectue dans le département du Cesar. La seule ville importante qu'il traverse est Valledupar.

## Affluents

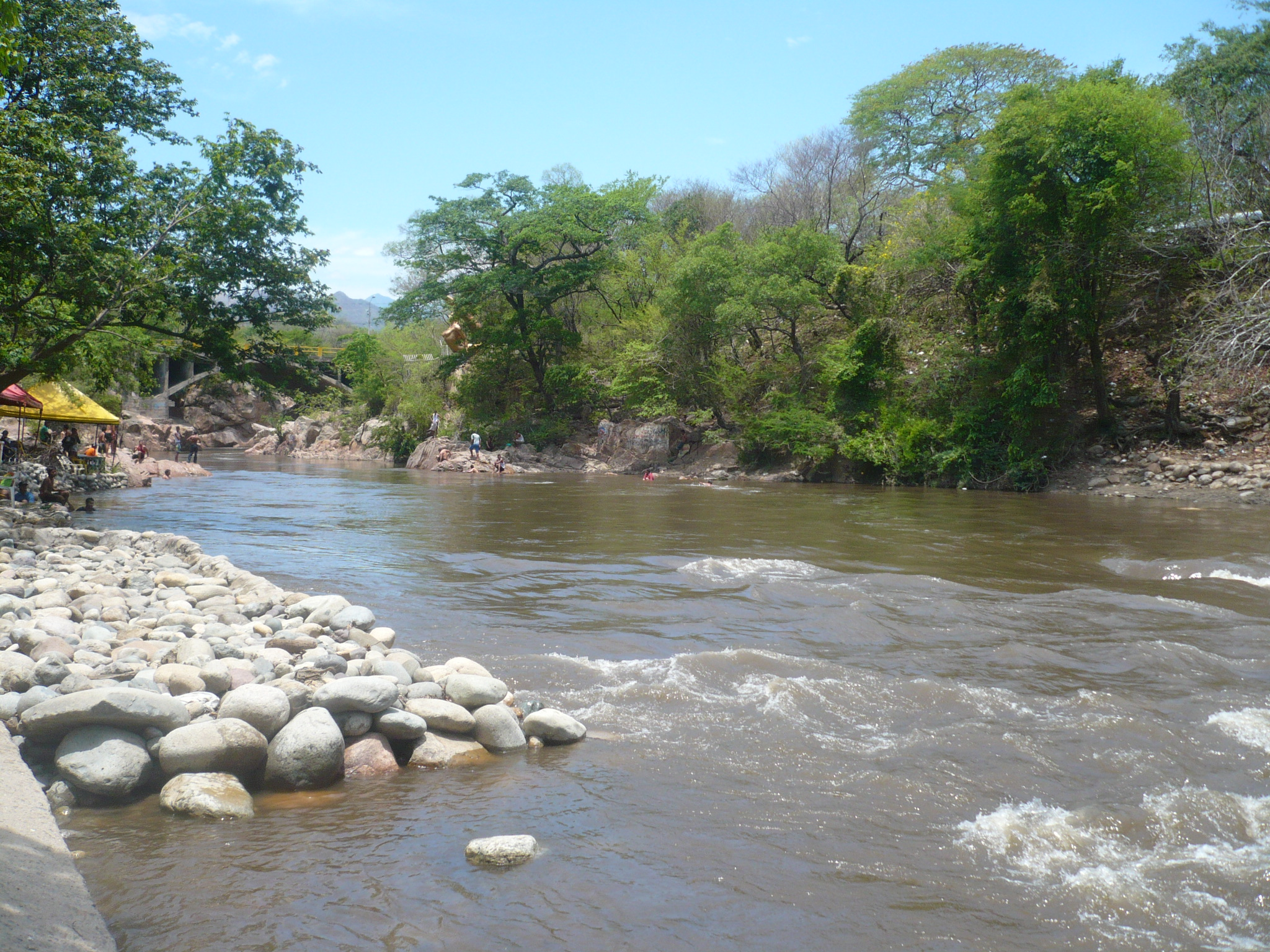
le Río Guatapurí à Valledupar.